# Alkwertatherium webborum
L'alkwertaterio (Alkertatherium webborum) è un marsupiale estinto, appartenente ai diprotodonti. Visse nel Miocene (circa 24 - 5 milioni di anni fa). I suoi resti sono stati ritrovati in Australia.

## Descrizione
Questo animale doveva essere della taglia di un piccolo cavallo, e il cranio era lungo circa 42 centimetri. L’aspetto doveva essere quello di un animale dalle forme pesanti, dal corpo massiccio e dalle zampe robuste. La testa era insolitamente allungata rispetto a quella di altri rappresentanti dei diprotodontidi coevi ad Alkwertatherium. Il cranio stretto possedeva un muso sottile, mentre la mandibola era fornita da incisivi allungati a forma di scalpello e ricurvi, ma che in vista laterale erano sostanzialmente paralleli alla linea della fila dentaria. Il terzo premolare superiore era notevolmente allargato posteriormente, molto più che in forme analoghe come Plaisiodon, Kolopsis e Neohelos.

## Classificazione
Alkwertatherium è noto principalmente per materiale cranico ben conservato ritrovato nella zona di Alcoota Station, a circa 150 chilometri da Alice Springs nei Territori del Nord (Australia). Il nome Alkwertatherium significa appunto “bestia di Alcoota”, dalla parola “Alkwerta” (Alcoota) del dialetto aborigeno Arrente.  
Alkwertatherium webborum venne descritto per la prima volta nel 1990 da Murray, ed è stato attribuito alla famiglia dei diprotodontidi, un gruppo di marsupiali imparentati con i vombati ma di dimensioni enormi. Alkwertatherium, in particolare, sembrerebbe essere stato un tardo membro di un gruppo da cui si originarono gli zigomaturini (Zygomaturinae), ovvero diprotodonti dai premolari complessi e spesso dalle arcate zigomatiche rigonfie. Ulteriori studi hanno indicato che Alkwertatherium fosse un membro primitivo di questo clade, più derivato di Silvabestius e forse di Raemeotherium.